# Quincy Williams
Quincy Williams (Birmingham, Alabama, 28 de agosto de 1996) es un jugador profesional estadounidense de fútbol americano que se desempeña en la posición de linebacker en New York Jets, equipo de la National Football League (NFL).

## Carrera
Fue seleccionado en la tercera ronda en la Reunión Anual de Selección de Jugadores de la NFL de 2019. Hizo su debut profesional con el equipo Jacksonville Jaguars, en el cual jugó tres temporadas (2019-2021), luego pasó a New York Jets, donde lleva jugando tres temporadas.